# Krupskoi (Timashovsk, Krasnodar)
Krupskoi (del ruso: Крупской) es un jútor del raión de Timashovsk del Krai de Krasnodar, en el sur de Rusia, situado en la orilla derecha del río Kirpili, 9 km al oeste de Timashovsk y 69 km al norte de Krasnodar, la capital del krai. Tenía 199 habitantes en 2010.
Pertenece al municipio Dnepróvskoye.